# Christophe Beghin
Christophe Jacques Beghin (Schaerbeek, 2 gennaio 1980) è un ex cestista e allenatore di pallacanestro belga.

## Carriera
Con il Belgio ha disputato due edizioni dei Campionati europei (2011, 2013).

## Palmarès

### Giocatore
- Campionato belga: 4

Ostenda: 2000-01, 2001-02
Spirou Charleroi: 2007-08, 2010-11
- Coppa del Belgio: 1

Ostenda: 2001

### Allenatore
- Coppa del Belgio: 1

Anversa: 2020
- TDM1: 1

Kortrijk Spurs: 2022-23